# Antonio Banderas
José Antonio Domínguez Bandera, més conegut artísticament com a Antonio Banderas (Màlaga, 10 d'agost de 1960) és un actor i director espanyol, establert a Hollywood, on hi és des del començament de la dècada del 1990.
Conegut per la seva col·laboració amb Pedro Almodóvar i per la seva carrera internacional als EEUU. Va debutar al cinema amb Laberinto de pasiones (1982) i va assolir èxit amb pel·lícules com Átame (1990) i Los reyes del mambo (1992). Ha participat en films com Philadelphia (1993), La máscara del Zorro (1997) i la saga Shrek, on va donar veu al gat amb botes. Ha estat casat amb les actrius Ana Leza i Melanie Griffith, amb qui té una filla, Stella del Carmen. També ha dirigit la pel·lícula Locos en Alabama (1999). És considerat un dels actors espanyols més reconeguts internacionalment.
Ha estat nominat als Globus d'Or, als Premis Tony, als Premis Emmy i als Premis Oscar. Al juny del 2014, Banderas, es divorcià de la que va ser la seva dona i companya durant 18 anys, Melanie Griffith. El febrer de 2015 fou guardonat amb un Premi Goya honorífic a la seva carrera i en 2017 el Premi Nacional de Cinematografia d'Espanya.

## Filmografia
- Pestañas postizas (1982)
- Laberinto de pasiones (1982) (primera col·laboració amb Pedro Almodóvar)
- Delirio Tercero
- El Señor Galíndez (1983)
- Y del seguro... ¡líbranos señor! (1983)
- Los zancos (1984)
- El caso Almería (1984)
- Caso cerrado (1985)
- Rèquiem per un camperol (1985)
- La Corte de Faraón (1985), juntament amb Ana Belén i Agustín González.
- 27 horas (1986)
- Puzzle (1986)
- Delirios de amor (1986)
- Matador (1986). (Nominat al Goya)
- Así como habían sido (1986)
- El placer de matar (1987)
- La ley del deseo (1987), juntament amb Eusebio Poncela i Carmen Maura.
- El Acto (1987)
- Bâton Rouge (1988) amb Carmen Maura i Victoria Abril.
- Bajarse al moro (1988)
- Mujeres al borde de un ataque de nervios (1988), amb Carmen Maura, Julieta Serrano i María Barranco.
- Aventis (1989)
- La Blanca Paloma (1990)
- ¡Átame! (1990) amb Victoria Abril. (Nominat al Goya)
- Contra el viento (1990)
- Madonna: Truth or Dare (1991)
- Terra Nova (1991)
- Els reis del mambo (The Mambo Kings) (1992), amb Armand Assante
- Una mujer bajo la lluvia (1992), juntament amb Ángela Molina i Imanol Arias
- ¡Dispara! (1993)
- Il Giovane Mussolini (1993) (TV), com Benito Mussolini
- Benito (1993) (Cine, TV)
- Philadelphia (1993), de Jonathan Demme. Amb Tom Hanks.
- La casa dels esperits (The House of the Spirits) (1993. Amb Jeremy Irons, Glenn Close, Meryl Streep i Winona Ryder.
- Entrevista amb el vampir (1994) de Neil Jordan, amb Tom Cruise i Brad Pitt.
- D'amor i d'ombra (Of Love and Shadows) (1994)
- No parlis mai amb desconeguts (Never Talk to Strangers) (1995)
- Miami Rhapsody (1995)
- Assassins (1995) amb Sylvester Stallone i Julianne Moore
- Two Much (1995) de Fernando Trueba. Juntament amb Melanie Griffith.
- Desperado (1995) amb Salma Hayek.
- Four Rooms (1995)
- Evita (1996), com el Ché.
- La màscara del Zorro (1998), com a Alejandro Murrieta i El Zorro.
- Play It to the Bone (1999), com a Cesar Dominguez.
- El noi de White River (1999), com a Morales.
- The 13th Warrior (1999), com a Ahmed.
- Original Sin (2001), com a Luis Antonio.
- Spy Kids (2001), com a Gregorio Cortez.
- The body (2001), com el mòssen Matt Gutierrez.
- Femme Fatale (2002), com Nicolas.
- Ballistic: Ecks vs. Sever (2002), com a Jeremiah Ecks.
- Frida (2002), com a David Alfaro Siqueiros.
- Spy Kids 2: The Island of Lost Dreams (2002), com a Gregorio Cortez.
- Imagining Argentina (2003), com Carlos.
- Pancho Villa (2003) (TV), com a Pancho Villa.
- El mexicà (2003), com El Mariachi.
- Spy Kids 3D: Game Over (2003), com a Gregorio Cortez.
- Shrek 2 (2004), com El gat amb botes (Veu).
- La llegenda del Zorro (2005), com El Zorro.
- Déjate Llevar (2006), com a Pierre Dulaine.
- Shrek Tercer (2007), com El gat amb botes (Veu).
- Ciudad del Silencio (2007), com a Alfonso Díaz.
- The Other Man (2008), com Ralph.
- Coneixeràs l'home dels teus somnis (2010)
- Shrek, feliços per sempre... (2010), com El gat amb botes (Veu).
- The Big Bang (2011)
- Day of the Falcon (2011)
- La piel que habito (2011)
- Puss in Boots (2011)
- Ruby Sparks (2012)
- Machete Kills (2013)
- Autómata (2014)
- The Expendables 3 (2014)
- The SpongeBob Movie: Sponge Out of Water (2015)
- The 33 (2015)
- Life Itself (2018)
- Dolor y gloria (2019)
- The Laundromat (2019), com a Ramón Fonseca
- Dolittle (2020)
- The New Mutants (2020)
- The Hitman's Wife's Bodyguard (2020)
- Competencia oficial (2021)
- Uncharted (2022)
- El gat amb botes: l'últim desig  (2022)
- Indiana Jones and the Dial of Destiny (2023)
- Babygirl (2024)
- Paddington: Aventura a la selva (2024)
- Shrek 5  (2026)

## Filmografia com a director
- El camino de los ingleses (2006)
- Bojos a Alabama (1999)

## Filmografia com a productor
- El lince perdido (2008)
- Tres días (2008)
- El camino de los ingleses (2006)
- The White River Kid (1999)

## Guardons i nominacions
| Any  | Premi                                             | Categoria                                                   | Obra                  | Resultat  | Ref   |
| ---- | ------------------------------------------------- | ----------------------------------------------------------- | --------------------- | --------- | ----- |
| 1987 | Goya                                              | Millor actor secundari                                      | Matador               | Nominat   |       |
| 1991 | Goya                                              | Millor actor                                                | ¡Átame!               | Nominat   |       |
| 1997 | Goya                                              | Millor actor                                                | Two Much              | Nominat   |       |
| 1998 | Premi del cinema europeu                          | Premi de l'audiència al millor actor protagonista de cinema | The Mask of Zorro     | Guanyador |       |
| 2003 | Premis Tony                                       | Millor actor musical                                        | Nine                  | Nominat   |       |
| 2004 | Premis Emmy                                       | Primetime Emmy al millor actor de sèrie o telefilm          | Pancho Villa          | Nominat   |       |
| 2005 | Premis Joventut                                   | ¡Qué actorazo!                                              | La llegenda del Zorro | Guanyador |       |
| 2006 | Premis Joventut                                   | ¡Qué actorazo!                                              | Take the lead         | Guanyador |       |
| 2008 | Festival Internacional de Cinema de Sant Sebastià | Premi Donostia                                              | Premi Donostia        | Guanyador |       |
| 2012 | Goya                                              | Millor actor                                                | La piel que habito    | Nominat   |       |
| 2016 | Goya                                              | Goya d'Honor                                                | Goya d'Honor          | receptor  | [ 7 ] |
| 2020 | Oscar                                             | Millor actor                                                | Dolor y gloria        | Nominat   | [ 8 ] |

### Fotogramas de Plata
| Any  | Categoria              | Pel·lícula                                                                          | Resultat  |
| ---- | ---------------------- | ----------------------------------------------------------------------------------- | --------- |
| 1993 | Millor actor de cinema | ¡Dispara!                                                                           | Nominat   |
| 1992 | Millor actor de cinema | Una mujer bajo la lluvia i Els reis del mambo                                       | Nominat   |
| 1990 | Millor actor de cinema | ¡Átame!, La blanca paloma i Contra el viento                                        | Guanyador |
| 1990 | Millor actor de cinema | La mujer de tu vida: La mujer feliz                                                 | Nominat   |
| 1988 | Millor actor de cinema | Así como habían sido, Mujeres al borde de un ataque de nervios i El placer de matar | Guanyador |
| 1987 | Millor actor de cinema | La ley del deseo i Delirios de amor                                                 | Nominat   |
| 1985 | Millor actor de cinema | Caso cerrado, La corte de faraón i Rèquiem per un camperol                          | Guanyador |

### Globus d'Or
| Any  | Categoria                                           | Pel·lícula        | Resultat |
| ---- | --------------------------------------------------- | ----------------- | -------- |
| 2004 | Globus d'Or al millor actor de minisèrie o telefilm | Pancho Villa      | Nominat  |
| 1999 | Globus d'Or al millor actor musical o còmic         | The Mask of Zorro | Nominat  |
| 1997 | Globus d'Or al millor actor musical o còmic         | Evita             | Nominat  |

## Curiositats
També dona nom a una marca de perfums, fabricada per la companyia catalana de perfumeria i moda Puig.